# Hồ Motosu
Hồ Motosu (tiếng Nhật: 本栖湖; rōmaji: Motosu-ko) là hồ sâu nhất và rộng thứ ba trong Phú Sĩ Ngũ Hồ. Hồ này ở thị trấn Fujikawaguchiko (富士河口湖町) và thị trấn Minobu (身延町), tỉnh Yamanashi, Nhật Bản. Cảnh hồ này với hình núi Phú Sĩ soi bóng được đưa vào mặt sau của tờ 1000 yên trong seri E và tờ 5000 yên trong seri D.